# 伞形喜冬草
伞形喜冬草（学名：Chimaphila umbellata），为鹿蹄草科喜冬草属下的一个植物种。